# کیتیله (فنلاند)
کیتّیلَه {{فنلاندی|Kittilä) یک شهرستان فنلاند در فنلاند است که در لاپلند واقع شده‌است.

## خواهرخوانده
شهر Gällivare Municipality خواهرخواندهٔ کیتّیلَه هست.